# منوچهر ستوده
منوچهر ستوده (۲۸ تیر ۱۲۹۲ – ۲۰ فروردین ۱۳۹۵) ایران‌شناس، جغرافی‌دان تاریخی، استاد دانشگاه تهران و پژوهشگر برجستهٔ ایرانی بود. از او حدود ۶۰ جلد کتاب و نزدیک به ۳۰۰ مقاله به‌جا مانده‌است. او نخستین ایرانی است که اولین فرهنگ گویشی را به چاپ رسانید. او در سال ۱۳۸۴ به عنوان چهره ماندگار انتخاب شده‌است. از سوابق علمی و اجرایی او می‌توان به عضویت او در شورای عالی علمی مرکز دايرة المعارف بزرگ اسلامی (از سال ۱۳۸۴ تا ۱۳۹۳) اشاره کرد. به گزارش مرکز دایرة المعارف بزرگ اسلامی، او همچنین عضو جامعه ملی جغرافیای آمریکا (از سال ۱۳۳۱) و استاد گروه تاریخ دانشگاه تهران (از سال ۱۳۵۴) بوده‌است.

## زندگی
منوچهر ستوده در تاریخ ۲۸ تیر ۱۲۹۲ در محلّه عودلاجان تهران متولد شد. پدرش خلیل نام داشت و در بازارچه سرچشمه، کوچه صدیق‌الدوله از بخش عودلاجان از محله‌های قدیم تهران زندگی می‌کردند. خانواده‌اش اصالتاً اهل مازندران بودند. پدربزرگ او آقا شیخ موسی از یاسل نور مازندران که منطقه‌ای ییلاقی و کوهستانی است؛ با پسرعموهایش به تهران آمد. مادرش اهل تفرش بود. منوچهر ستوده از بستگان غلامحسین صدیقی (پسرعموی پدر) است. به گفته او، پدرش در زمان گرفتن شناسنامه در دوران رضاشاه، نام صدیقی را به ستوده تغییر داد.

## تحصیلات و پژوهش‌ها

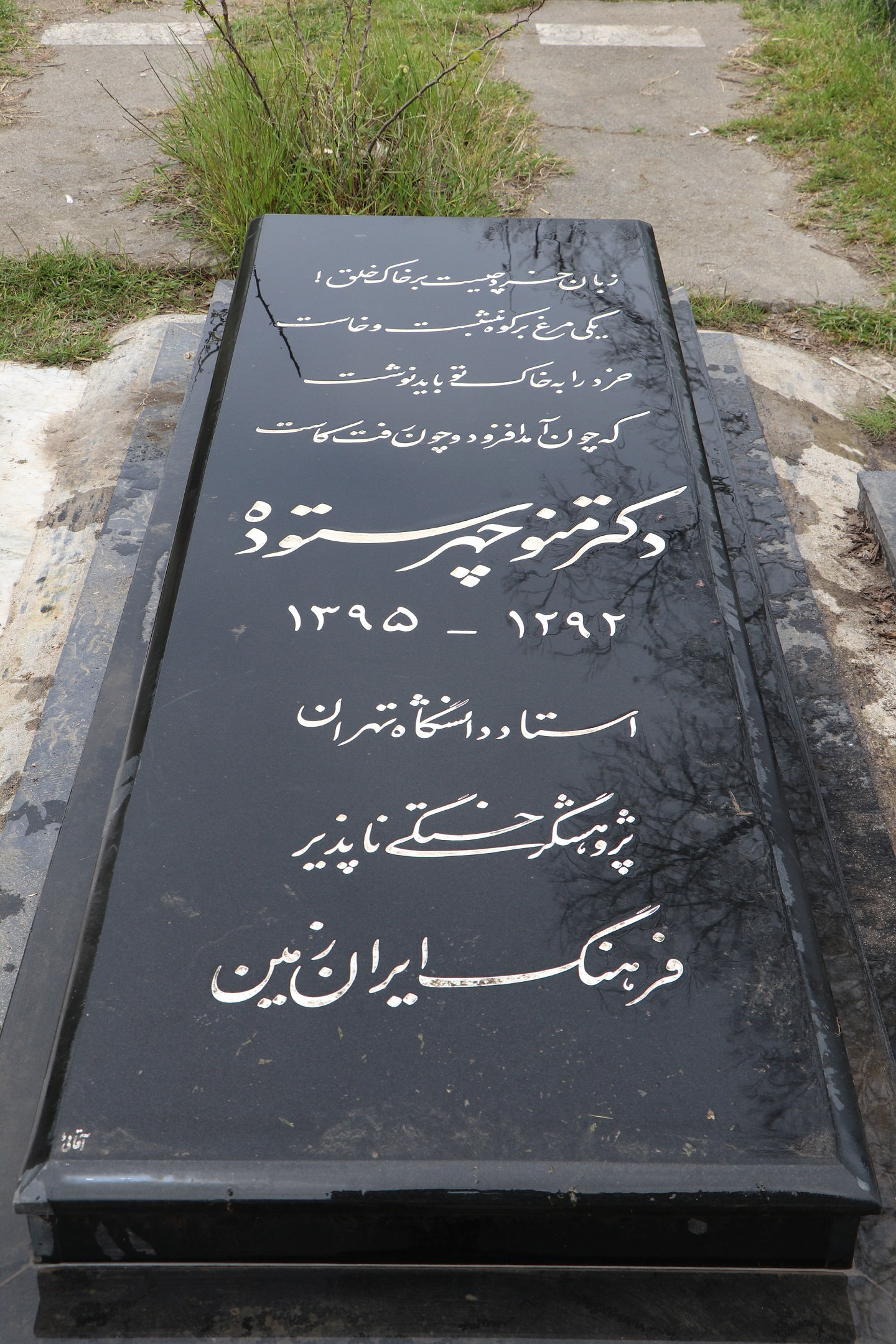
مزار منوچهر ستوده

ستوده تا چهار سالگی در محله سرچشمه زندگی کرد. در هفت سالگی به مدرسه ابتدایی آمریکایی رفت و دوره شش ساله ابتدایی را در این مدرسه گذراند. ستوده در دوران تحصیل در دبیرستان البرز کتابدار کتابخانهٔ دبیرستان هم بود. سال ۱۳۱۳ وارد دانشسرای عالی شد و نزد استادانی چون سید محمد مشکات و علی‌اکبر شهابی درس خواند. نخستین مقاله خود را در ۱۳۱۵ دربارهٔ «مطالعات تاریخی و جغرافیایی- مسافرت به قلعه الموت» نوشت. زمانی که درسش تمام شد، اگرچه پدرش اعتقاد داشت که او باید کار کند اما خودش به ادامه تحصیل اصرار کرد و بنابراین به دانشسرای عالی رفت.
در سال ۱۳۱۷ درجهٔ لیسانس در رشتهٔ ادبیات فارسی را دریافت کرد. در همین دوره در ادارهٔ فرهنگ گیلان و دبیرستان شرف تهران تدریس می‌کرد. در سال ۱۳۲۴ با فاطمه (شکوه اقدس) شمشیرگران ازدواج کرد. در سال ۱۳۲۹ از رسالهٔ دکتری خود زیر نظر استاد بدیع‌الزمان فروزانفر با عنوان «قلاع اسماعیلیه در رشته‌کوه‌های البرز» دفاع کرد. در سال ۱۳۳۰ بنا به دعوت انجمن فولبرایت برای سفر مطالعاتی به آمریکا رفت. در سال ۱۳۳۱ به عضویت جامعه ملی جغرافیای آمریکا درآمد؛ و در سال بعد به عضویت انجمن ایران‌شناسی به ریاست ابراهیم پورداود درآمد. در سال‌های بعد آموختن زبان پهلوی را در محضر روبن آبراهامیان آغاز کرد. همچنین نخستین کتاب خود را با عنوان فرهنگ گیلکی در سلسله انتشارات انجمن ایران‌شناسی در سال ۱۳۳۲ انتشار داد. در طی سال‌های بعد چندین سفر مطالعاتی به خارج از کشور داشت و ارتقاء به درجهٔ استادیاری دانشگاه تهران و بعد دانشیاری و انتقال به دانشکدهٔ ادبیات دانشگاه تهران و عضویت در گروه تاریخ و سرانجام ارتقاء به درجهٔ استادی در سال ۱۳۵۴ از جملهٔ اتفاقات زندگی او در این سال‌ها بوده‌است. ستوده در طی همین سال‌ها تا سال ۱۳۸۱ در کنگره‌های مهم ایران‌شناسی همچون کنگرهٔ بین‌المللی تاریخ و هنر و باستان‌شناسی ایران در دانشگاه آکسفورد و کنگرهٔ بین‌المللی ابوریحان در پاکستان سخنرانی کرد. سفر به چین و آسیای میانه از دیگر فعالیت‌های سال‌های اوایل دههٔ ۱۳۶۰ استاد بود. ستوده ساکن کوی نارنج (سی سرا) سلمان شهر بود. وی تابستان‌ها در روستای کوشکک لورا در جادهٔ چالوس و زمستان در خانهٔ دیگری که بسیار ساده بود در سی‌سرا (شهرستان عباس‌آباد) زندگی می‌کرد. خانه‌اش بسیار ساده بود و اتاقش در خانهٔ ییلاقی کوشکک جز یک زیلو و یک دست رخت خواب چیزی نداشت. او با رادیو و تلویزیون میانه‌ای نداشت.

## همراهی با محمدعلی جمالزاده و محمد ابراهیم باستانی پاریزی در ژنو
تصویر زیر مربوط به همراهی محمدعلی جمالزاده و محمدابراهیم باستانی پاریزی در ژنو است که ستوده نیز در کنار آنها حضور دارد. باستانی پاریزی و ستوده در دانشگاه تهران همکار بودند و به همین دلیل روابط نزدیکی داشتند.

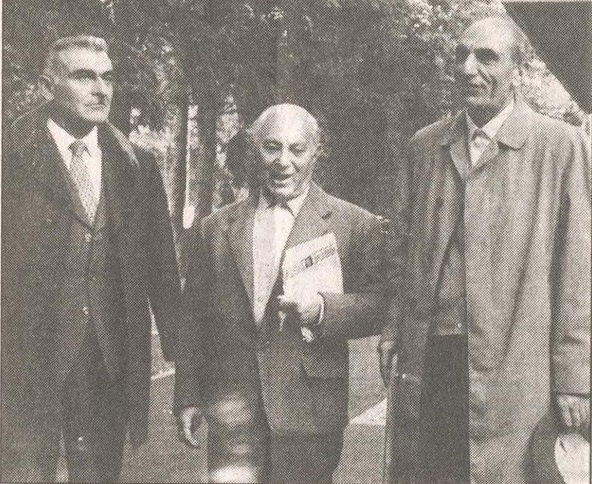

## بزرگداشت‌ها
هشتاد و سوّمین شب از شب‌های مجله بخارا در تالار باستانی پاریزی دانشکده ادبیات با عنوان شب منوچهر ستوده برگزار شد و هوشنگ دولت‌آبادی و عبدالرحمان عمادی دربارهٔ زندگی و آثار منوچهر ستوده سخنرانی کردند.
سال ۱۳۹۲ به مناسبت صد سالگی او دوستدارانش در دانشکده ادبیات دانشگاه تهران بزرگداشت او را برگزار کردند. تمبری هم برای قدردانی از پژوهش‌های او منتشر شده‌است.
به مناسبت تولد صدسالگی منوچهر ستوده برنامه‌های خاصی تدارک دیده شد، از جمله مراسم رکاب‌زنی از آستارا تا گرگان و همچنین کاشت درخت در طول این مسیر.

## بیماری و مرگ
منوچهر ستوده در ۵ فروردینِ ۱۳۹۵ بر اثر بیماری عفونت ریه در بیمارستان طالقانی چالوس بستری شد و سرانجام در ۲۰ فروردین ۱۳۹۵ در ۱۰۲ سالگی درگذشت.
پیکر او روز ۲۲ فروردین ۱۳۹۵ در امامزاده آقا سید حسین (تازه‌آباد) سلمانشهر (متل قو) به خاک سپرده شد.

## گزیدهٔ آثار
ستوده همراه با محمدتقی دانش‌پژوه، مصطفی مقربی، ایرج افشار، و عبّاس زریاب خویی مجلهٔ فرهنگ ایران زمین را در سال ۱۳۳۲ بنیاد کرد. در ۲۴ شمارهٔ منتشر شده این مجله بسیاری رساله و مقاله، تألیف و تصحیح، از ستوده به یادگار مانده‌است.

### گویش‌شناسی
- فرهنگ گیلکی، با مقدمهٔ ابراهیم پورداود
- فرهنگ کرمانی
- فرهنگ بهدینان، با مقدمهٔ ابراهیم پورداوود
- فرهنگ سمنانی، سرخه‌ای، لاسگردی، سنگسری، شهمیرزادی
- فرهنگ نائینی
- دیوان امیر پازواری (تصحیح)، با همکاری محمد داودی[۲۴]

### جغرافیای تاریخی
- از آستارا تا اِستارباد در ده جلد، شامل آثار و بناهای تاریخی گیلان و مازندران و گلستان
- حدود العالم من المشرق الی المغرب (تصحیح)
- مهمان‌نامهٔ بخارا (تصحیح)
- جغرافیای اصفهان (تصحیح)
- عجایب المخلوقات و غرایب الموجودات (تصحیح)
- قلاع اسماعیلیه در رشته‌کوه‌های البرز
- تاریخ گیلان و دیلمستان (تصحیح)
- تاریخ بدخشان (تصحیح)
- تاریخ بنادر و جزایر خلیج فارس
- سفرنامهٔ گیلان ناصرالدین شاه قاجار (تصحیح)
- جغرافیای تاریخی شمیران
- اسناد خاندان خلعتبری، با مقدمهٔ مجتبی رضوانی

### تصحیح و گردآوری
منوچهر ستوده مصحح برخی از آثار معروف بوده‌است؛ از جمله::
- آثار و احیاء (متن فارسی درباره فن کشاورزی)، اثر رشیدالدین فضل الله همدانی، (باهمکاری: ایرج افشار)

- احیاء الملوک، اثر ملک شاه‌حسین بن ملک غیاث‌الدین سیستانی

- تاریخ خاندان مرعشی مازندران، اثر میر تیمور مرعشی

- تاریخ رویان اثر محمد بن حسن اولیاء‌الله

- تاریخ مازندران اثر شیخعلی گیلانی

- جغرافیای اصفهان، اثر حسین بن ابراهیم تحویلدار اصفهانی

- صیدنه ابوریحان بیرونی، ترجمه کهن علی بن عثمان کاسانی (با همکاری ایرج افشار)

- ظفرنامه خسروی، شرح حکمروایی سیدامیر نصرالله بهادر سلطان بن حیدر (۱۲۴۲-‎۱۲۷۷ ه. ق) در «بخارا و سمرقند»

- نصف جهان فی تعریف الاصفهان، اثر محمد مهدی بن محمدرضا ارباب

- هفت کشور یا صورالاقالیم

- فهرست اسناد تاریخی روستای چینیجان (از توابع رودسر-گیلان) دوره قاجاریه (با همکاری علی امیری) (گردآوری)